# Vlag van Angaur

Vlag van Angaur

De vlag van Angaur bestaat uit vier horizontale banen van donkergroen-groen-blauw-donkerblauw met een oranje bloem die over de twee centrale banen loopt en de bovenste banen licht overlapt. De vier strepen staan voor de vier gehuchten van Angaur. In het midden staat een sebestenboom.